# المسيحية في جزر تركس وكايكوس

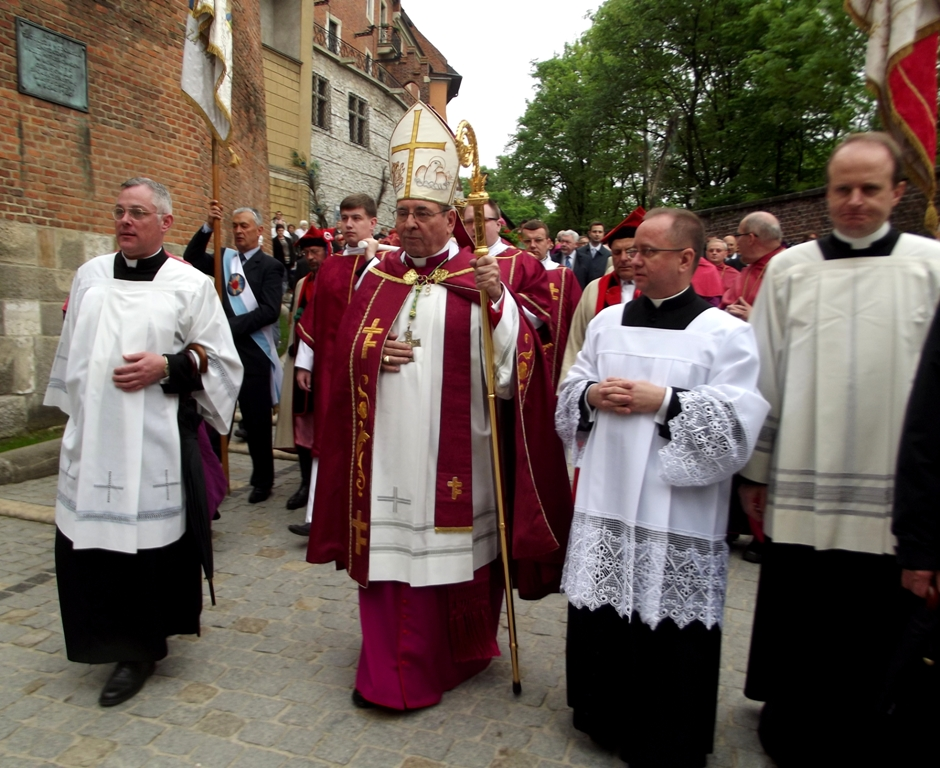
مسيرة دينيَّة يوسطها الأسقف جون مايرز أسقف مدينة جزر توركس وكايكوس.

يعتنق أغلب سكان جزر تركس وكايكوس المسيحية دينًا، حيث شكل أتباع الديانة المسيحيَّة في عام 2006 حوالي 86% من السكان. ويشكل أتباع الكنائس البروتستانتية المختلفة حوالي 72.8% من مجمل سكان جزر تركس وكايكوس وذلك وفقاً لتعداد عام 2006. تأتي في مقدمة الطوائف البروتستانتية الكنيسة المعمدانية مع حوالي 35.8% من السكان، وتليها كنيسة الله الخمسينية ويشكلون 11.4% ثم الأنجليكان بنسبة 10% والميثودية 9.3% والأدفنتست 6%. ويشكل الكاثوليك حوالي 11.7% في حين يشكل شهود يهوه 1.8% من مجمل السكان. وفقاً لتقديرات مركز بيو للأبحاث حوالي 92.1% من السكان من المسيحيين، وشكل البروتستانت حوالي 78% من السكان، في حين شكلّ الكاثوليك حوالي 12.3% من السكان.

## الطوائف المسيحية

### البروتستانتية

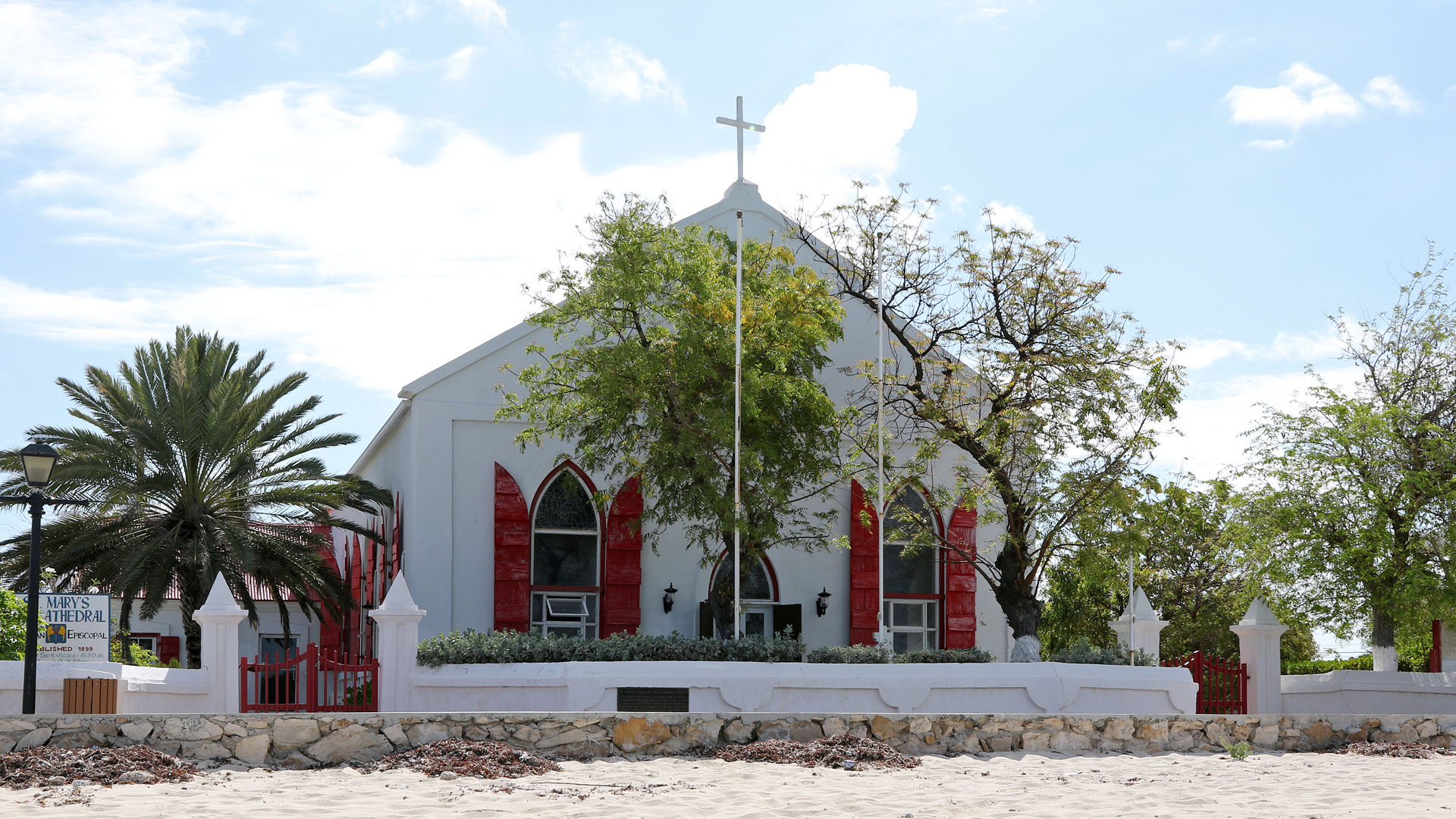
كاتدرائية سانت ماري البروتستانتيَّة في العاصمة كوكبرن تاون.

وفقاً لتعداد عام 2006 يشكل أتباع الكنائس البروتستانتية المختلفة حوالي 72.8% من مجمل سكان جزر تركس وكايكوس، وتأتي في مقدمة الطوائف البروتستانتية الكنيسة المعمدانية والتي يشكل أتباعها حوالي 35.8% من مجمل السكان. الحضور الأول للكنيسة المعمدانية في الجزر كان في عام 1835 مع تأسيس أول كنيسة لها في البلاد. وتعمل الكنائس المعمدانية اليوم تحت إشراف الاتحاد المعمداني لجزر تركس وكايكوس. وتعد كنيسة الله الخمسينية ثاني كبرى المذاهب البروتستانتيَّة في البلاد ويشكل أتباعها حوالي 11.4% ويليها أتباع الكنيسة الأنجليكانية بنسبة 10%. يتبع الأنجليكان في جزر تركس وكايكوس إدارياً ورعوياً إلى أبرشية جزر الباهاماس الأنجليكانية وجزر تركس وكايكوس وترعى شؤون الطائفة مقاطعة جزر الهند الغربية الكنسيَّة. للكنيسة الأنجليكانية حضور كبير بين السكان المحليين في الجزر وبين العديد من السياح.
وفقاً لتعداد عام 2006 يشكل الأدفنتست حوالي 6% من مجمل السكان، يعود وجود الأدفنتست الأول في جزر تركس وكايكوس إلى عام 1906 من قبل بائع كتب دينيَّة جامايكي، وتشير مراجع الكنيسة السبتيَّة أنه في 16 نوفمبر من عام 1905 تعرفت امرأة من جزر تركس وكايكوس على معتقدات الكنيسة السبتيَّة من خلال قراءة كتابها المقدس في مطلع القرن العشرين. وفي عام 1945 شهد الإقليم إقامة وجود دائم للكنيسة السبتيَّة عندما هاجر كلايد نيبولت مع زوجته إلى البلاد وبدأ بإقامة مجموعة صلاة صغيرة اجتمعت في منزلهم، في وقت لاحق من ذلك العام دُمرت الجزيرة بسبب إعصار عام 1945 مما أجبر نيبولت للانتقال إلى التنقل في الجزيرة حيث تم تعميد 26 شخصاً من خلال جهودهم. وفي عام 1947 تم تنظيم المؤمنين القاطنين في البلاد إدارياً واشترى القس جوردون برينير مستودع والذي تحول لاحقاً إلى مبنى الكنيسة الأدفنتستية الأولى في تركس وكايكوس. لقد تطورت جماعة الأدفنتست بالتزامن مع النمو السكاني لجزر تركس وكايكوس، ومن هنا أصبحت بروفيدنسياليس، وهي المركز الاقتصادي للبلاد، الجزيرة التي شهدت أكبر معدل نمو على مر السنين، وتضم الكنيسة عشرة كنائس في جزر تركس وكايكوس.

### الكاثوليكية
قبل عام 1984 كانت جزر تركس وكايكوس جزءًا من أبرشية ناسو في جزر البهاماس. في عام 1984 وأصبحت البلاد نيابة رسوليَّة وكان أول نائب رسولي هو رئيس الأساقفة لورانس ألويسيوس بيرك. خلال تلك الفترة خدم الرعية الكاثوليكيَّة في الجزر عددًا من القساوسة. في الثلاث سنوات التي سبقت عام 1998 خدم الكاهن كاهن أتى لمدة ثمانية أشهر من السنة. وكانت تتراوح فترة إقامتهم من بضعة أشهر إلى سنة ونصف في حين أنَّ الأشهر الستة المتبقية من تلك السنوات الثلاث الماضية لم يكن هناك كاهن موجود في الجزر. وفي يوليو من عام 1998، وبناءاً على طلب من الكرسي الرسولي، أرسل رئيس أساقفة نيوارك اثنين من الكهنة للعمل وللتفرغ للمجتمع الكاثوليكي القاطن في جزر تركس وكايكوس. في خريف عام 1998 تولى رئيس ثيودور مكاريك وهو أساقفة نيوارك، المسؤولية لقيادة المجتمع الكاثوليكي في جزر تركس وكايكوس. في 9 أكتوبر من عام 2001، خلف القس جون مايرز الكاردينال ماكاريك في منصب كبير الأساقفة. وفقاً لتعداد عام 2006 يشكل الكاثوليك حوالي 11.7% من مجمل السكان.